# Estadio John Jairo Tréllez
El Estadio John Jairo Tréllez es el único estadio olímpico de fútbol de la región (con pista de atletismo) y ubicado en la ciudad de Turbo, departamento de Antioquia. El escenario deportivo lleva el nombre del reconocido exfutbolista de Atlético Nacional y la Selección Colombia, John Jairo Tréllez.

## Historia

### Llegada de Leones F.C.

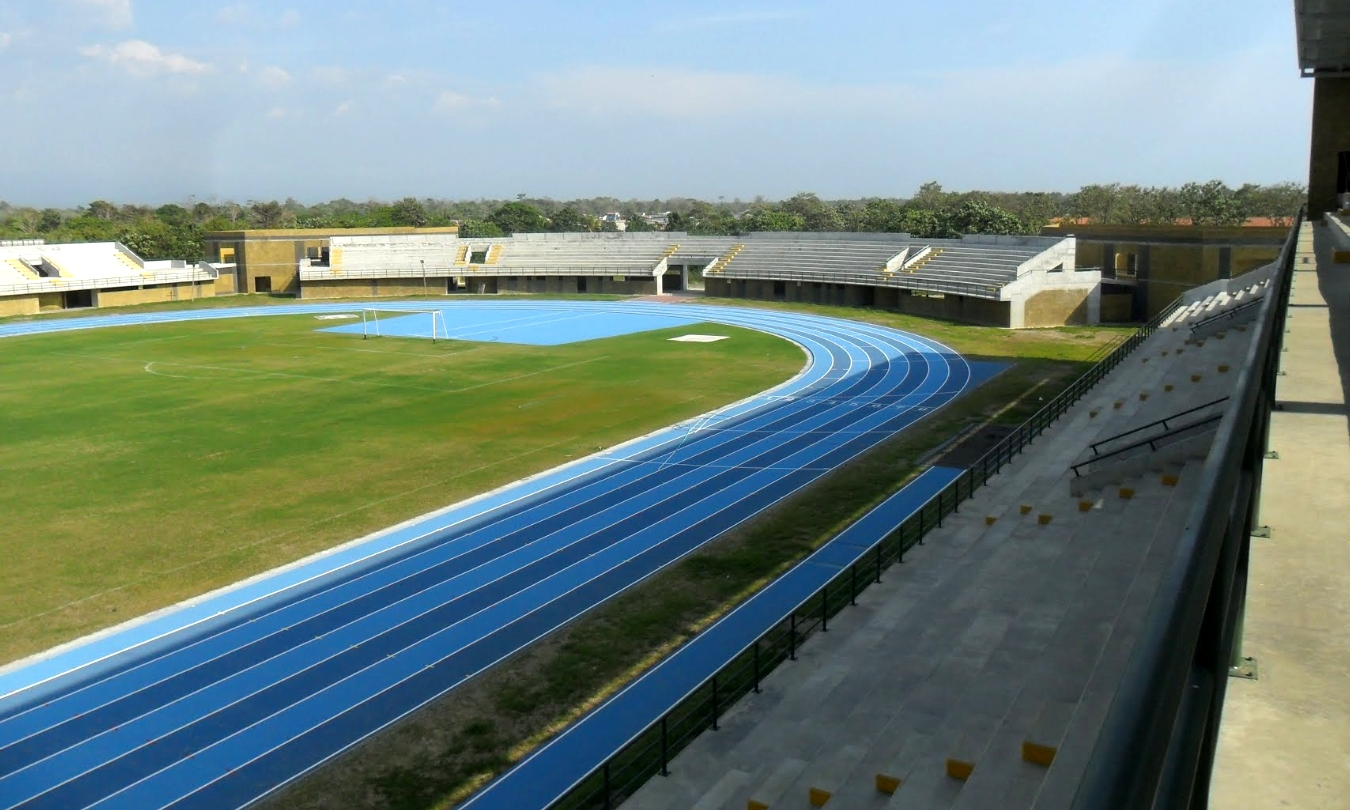
Estadio Olímpico de Turbo

En el año 2015, el equipo Deportivo Rionegro decide cambiar su sede pasando de Bello a Turbo. Al realizar el traslado, el equipo cambio de razón social y compitiendo con el nombre de Leones F.C.. La razón del traslado fue el déficit económico que estaba sufriendo el club durante su estadía en Bello y se buscó, como nueva alternativa, tomar como sede la ciudad de Turbo.
De esta manera, este equipo fue el primero en competir en la División Mayor del Fútbol Colombiano en el estadio John Jairo Tréllez, durante las temporadas 2015 y 2016 de la Categoría Primera B.